# پدرام
پدرام یک نام فارسی برای مردان است. افراد سرشناس با این نام عبارتند از:
- پدرام